# 泰晤士河畔京士頓區
泰晤士河畔京士頓區（英語：Royal Borough of Kingston upon Thames，讀音：/ˈrɔɪəl 'bʌroʊ ʌv kɪŋstən əˌpɒn ˈtɛmz/ⓘ），英國英格蘭大倫敦外倫敦的皇家自治市，人口 155,900，面積37.25km²。

## 外部連結
- （英文）泰晤士河畔京士頓區政府網 （页面存档备份，存于）

51°24′N 0°18′W / 51.400°N 0.300°W